# Afrovenator
Afrovenator ("thợ săn châu Phi") là chi khủng long Theropoda trong chi Megalosauridae sống vào thời Jura giữa tại nơi ngày nay là Bắc Phi.

## Phát hiện và đặt trên

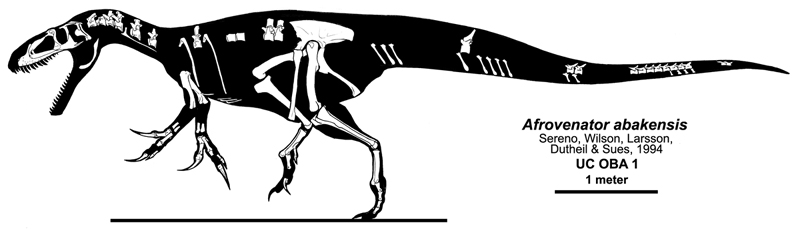
Sơ đồ bộ xương gồm những phần đã biết

Hóa thạch Afrovenator được phát hiện năm 1993 trong thành hệ Tiouraré ở tỉnh Agadez của Niger. Thành hệ Tiouraré ban đầu được cho là có niên đại từ tầng Hauterive đến tầng Barrême của Creta sớm, xấp xỉ 132 tới 125 triệu năm trước (Sereno et al. 1994). Tuy vậy, nhờ tái nghiên cứu mà ta xác định được rằng thành hệ này có niên đại thời Jura giữa, còn Afrovenator sống trong tầng Bath và tầng Oxford, từ 167 đến 161 triệu năm trước.
Afrovenator được biết đến nhờ một bộ xương gần hoàn thiện, mẫu gốc UC OBA 1, có phần lớn hộp sọ (thiếu một phần nửa trên và hầu hết xương hàm dưới), một phần xương cột sống, một phần chi trước, một phần khung chậu, và hầu hết chân sau. Bộ xương này được lưu giữ tại Đại học Chicago.
Tên chi bắt nguồn từ tiếng Latinh afer, "châu Phi", và venator, "thợ săn". Loài điển hình và duy nhất là Afrovenator abakensis. Tên chi chỉ ra bản chất săn mồi và vùng phân bố của nó. Tên loài trỏ Abaka, tên Tuareg của vùng ở Niger nơi hóa thạch được phát hiện. Bản mô tả gốc tương đối ngắn cho cả chi và loài được công bố năm 1994 trên tạp chí Science. Loài này được mô tả, đặt tên bởi một nhóm khoa học gia do nhà cổ sinh vật học Paul Sereno đứng đầu, cùng với Jeffrey Wilson, Hans Larsson, Didier Dutheil, và Hans-Dieter Sues.

## Mô tả

Kích thước của A. abakensis (màu cam) so với người và hai loài họ hàng gần.

Dựa trên bộ xương đã biết, Afrovenator dài chừng 8 mét từ mõm đến chóp đuôi, cân nặng khoảng một tấn. Sereno nhấn mạnh rằng dáng vẻ nó khá là mãnh khảnh, chi dài: xương cánh tay dài 40 cm, xương chày dài 68,7 cm, xương đùi 76 cm.
Nói chung hộp so dẹp, chiều cao bằng một phần ba chiều dài, nhưng không thể đoán định dứt khoát vì thiếu mãnh trước hàm. Xương hàm trên có 14 răng, suy ra từ hốc răng, còn chính răng thì đã mất.